# Perturbação do neurodesenvolvimento
Perturbações do neurodesenvolvimento (português europeu) ou transtornos do neurodesenvolvimento (português brasileiro), ou desordens neurodesenvolvimentais, são perturbações neurobiológicas que afetam a função cerebral e o desenvolvimento de uma pessoa desde a infância. Geralmente afetam a cognição, comunicação, linguagem, coordenação motora, atenção, socialização, comportamento, aprendizagem escolar e autonomia. As mais comuns são perturbação do desenvolvimento intelectual, perturbação do espectro do autismo, perturbação da linguagem, perturbação de déficit de atenção e hiperatividade e perturbação da aprendizagem.